# Atractia picta
Atractia picta är en tvåvingeart som beskrevs av Hermann 1912. Atractia picta ingår i släktet Atractia och familjen rovflugor. Inga underarter finns listade i Catalogue of Life.